# Bambous
Bambous – miasto na Mauritiusie, w dystrykcie Black River. Według danych szacunkowych na rok 2014 liczyło 16 265 mieszkańców.